# دانشگاه اینها
دانشگاه اینها (کره‌ای: 인하대학교; هانجا: 仁荷大學校) یک دانشگاه تحقیقاتی خصوصی واقع در اینچئون، کره جنوبی است. این دانشگاه که به‌طور سنتی برای تحقیق و آموزش در علوم مهندسی و فیزیکی شناخته می‌شود، توسط اولین رئیس‌جمهور کره جنوبی، سینگمن ری تأسیس شد.
اینها یک مدرسه همکاری کره ای-آمریکایی است، حتی در نامش: مورفم "In" (인، 仁) از شهر اینچئون و "ها" (하، 荷) از هاوایی، ایالات متحده آمریکا می‌آید.
دانشگاه اینها شناخته شده‌ترین دانشگاه در منطقه اینچئون است. این دانشگاه طبق رتبه‌بندی سالانه دانشگاه‌های کره جنوبی توسط جونگ‌آنگ ایلبو طی دهه‌ها در بین ۱۰ کشور برتر قرار گرفته‌است.